# Communauté de communes de la Vallée de Clisson
Die Communauté de communes de la Vallée de Clisson ist ein ehemaliger französischer Gemeindeverband mit der Rechtsform einer Communauté de communes im Département Loire-Atlantique in der Region Pays de la Loire. Sie wurde am 22. November 1993 gegründet und umfasste zwölf Gemeinden. Der Verwaltungssitz befand sich im Ort Clisson.

## Historische Entwicklung
Mit Wirkung vom 1. Januar 2017 fusionierte der Gemeindeverband mit der Communauté de communes Sèvre Maine et Goulaine und bildete so die Nachfolgeorganisation Clisson Sèvre et Maine Agglo.

## Ehemalige Mitgliedsgemeinden
1. Aigrefeuille-sur-Maine
2. Boussay
3. Clisson
4. Gétigné
5. Gorges
6. Maisdon-sur-Sèvre
7. Monnières
8. La Planche
9. Remouillé
10. Saint-Hilaire-de-Clisson
11. Saint-Lumine-de-Clisson
12. Vieillevigne